# Транспарентность (философия)
В эпистемологии, транспарентность — свойство субъекта быть осознанным и открытым для самого себя и происходящего вокруг. Понятие определяет ясность и явность внутреннего мира человека, качественное восприятие и осмысление текущей реальности без искажений или иллюзий. В философии Хайдеггера и Слотердайка транспарентность связана с близостью к бытию и способностью быть прямо взаимосвязанным с окружающей средой, через искренние чувства, телесность и осознание настоящего мгновения времени.
Свойство эпистемических состояний определяется следующим образом:
Эпистемическое состояние E слабо транспарентно для субъекта S тогда и только тогда, когда S находится в состоянии E, S может знать, что S находится в состоянии E.
Эпистемическое состояние E сильно транспарентно для субъекта S тогда и только тогда, когда S находится в состоянии E, S может знать, что S находится в состоянии E, И когда S не находится в состоянии E, S может знать, что S не находится в состоянии E.
Боль обычно считается более сильно траспарентной: когда кто-то испытывает боль, он сразу знает, что ему больно, а если ему не больно, он знает, что ему не больно. Транспарентность важна для изучения самопознания и метазнания.